# Justine Dieulh
Justine Dieulh est un tableau réalisé en 1891 par le peintre Henri de Toulouse-Lautrec. De format vertical, cette huile sur carton est le portrait d'une jeune femme nommée Justine Dieuhl. Vêtue d'une robe bleue, elle y figure assise sur une chaise pliante dans un jardin, les mains jointes sur ses cuisses. Auparavant en possession de Matsukata Kōjirō, l'œuvre entre dans les collections publiques françaises en 1959. Elle est affectée depuis 1983 au musée d'Orsay, à Paris.